# Дробижева, Леокадия Михайловна
Леока́дия Миха́йловна Дро́бижева (13 января 1933, Москва — 11 апреля 2021) — советский и российский историк, социолог. Заслуженный деятель науки РФ (1999), лауреат Премии Президента Российской Федерации за вклад в укрепление единства российской нации (2019), почётный доктор Института социологии РАН.
Одна из основателей этносоциологии в российской науке. Ею была начата разработка теории и методов изучения личностного уровня межнациональных отношений, структуры этнической идентичности в этносоциологических исследованиях, выявлены типы «посткоммунистического национализма» в пространстве новой России, инициирована и разрабатывается проблема государственно-гражданской и этнической идентичности.

## Биография
В 1956 году окончила исторический факультет МГУ по специальности «историк».
С 1963 года — кандидат исторических наук (диссертация «Ленин и использование местного опыта хозяйственного строительства», защищена в Институте истории АН СССР). С 1982 года — доктор исторических наук, (диссертация «Межнациональные отношения в СССР», защищена в Институте этнографии АН СССР).
В 1958—1962 годах работала младшим научным сотрудником в Институте истории АН СССР.
С 1969 по 1999 год работала в Институте этнографии (с 1992 года — Институт этнологии и антропологии РАН), была там заведующей сектором социально-политических проблем национальных отношений (1986—1999), заместителем директора Института.
В 2000—2005 годах — директор, с 2005 года — руководитель Центра исследования межнациональных отношений Института социологии РАН.
Заместитель председателя Научного совета РАН по комплексным проблемам этничности и межнациональных отношений (с 2017).
Муж — историк В. З. Дробижев (1931—1989).
Умерла в 2021 году. Прах захоронен в могиле мужа на Ваганьковском кладбище.

## Научные труды
Автор более 250 книг и статей по теории и методологии этносоциологии, социологии межэтнических и межнациональных отношений, этнонациональному самосознанию, социальным аспектам межкультурного взаимодействия.

### Монографии
- Дробижева, Л. М. Ленин и использование местного опыта хозяйственного строительства./ Акад. наук СССР. Ин-т истории. — М.: Наука, 1965. — 136 с.
- Дробижева, Л. М. Духовная общность народов СССР. — М.: Мысль, 1981. — 263 с.
- Дробижева Л. М. Говорит элита республик Российской Федерации. 110 интервью Леокадии Дробижевой. — М., 1996.
- Дробижева Л. М., Аклаев А. Р., Коротеева В. В., Солдатова Г. У. Демократизация и образы национализма в Российской Федерации 1990-х гг. — М., 1996.
- Социальная и культурная дистанции: Опыт многонациональной России / Институт этнологии и антропологии РАН; Авт. проекта и отв. ред. Л. М. Дробижева. — М.: Институт социологии РАН, 1998. — 387 с.
- Арутюнян Ю. В., Дробижева Л. М., Сусоколов А. А. Этносоциология. — М.: Аспект Пресс, 1999. — 272 с.
- Социальное неравенство этнических групп: представления и реальность / Авт. проекта и отв. ред. Л. М. Дробижева. — М.: Academia, 2002.
- Дробижева Л. М. Социальные проблемы межнациональных отношений в постсоветской России. — М.: Институт социологии РАН, 2003. — 376 с.
- Социология межэтнической толерантности / Отв. ред. Л. М. Дробижева. — М.: Издательство Института социологии РАН, 2003. — 222 с.
- Гражданские, этнические и религиозные идентичности в современной России / Редакционная коллегия: В. С. Магун (отв. ред.), Л. М. Дробижева, И. М. Кузнецов. — М.: Издательство Института социологии РАН, 2006. — 327 с.
- Национально-гражданские идентичности и толерантность. Опыт России и Украины в период трансформации / Под редакцией Л. М. Дробижевой, Е. И. Головахи. — Киев; М.: Институт социологии НАН Украины; Институт социологии РАН, 2007. — 280 с.
- Российская идентичность в Москве и регионах / Отв. ред. Л. М. Дробижева. — М.: Институт социологии РАН; МАКС Пресс, 2009. — 268 с.
- Дробижева Л. М., Рыжова С. В. Российская идентичность и межэтническая толерантность // Социальные факторы консолидации Российского общества: социологическое измерение / Под ред. чл.-корр. РАН М. К. Горшкова. — М.: Новый хронограф, 2010. — С. 116—135. — 256 с. — 500 экз. — ISBN 978-5-94881-112-3.
- Дробижева Л. М. Российская идентичность и тенденции в межэтнических установках за 20 лет реформ // Россия реформирующаяся : Ежегодник-2011. — Вып. 10 / Отв. ред. академик РАН М.К. Горшков. — М. ; СПб.: Институт социологии РАН, Нестор-История, 2011. — С. 72—85.
- Дробижева Л. М. Этничность в социально-политическом пространстве Российской Федерации. Опыт 20 лет. — М.: Новый хронограф, 2013. — 336 с. — (Российское общество. Современные исследования). — 550 экз. — ISBN 978-5-94881-211-3.
- Гражданская, этническая и региональная идентичность: вчера, сегодня, завтра / рук. проекта и отв. ред. Л. М. Дробижева. — М.: Российская политическая энциклопедия, 2013. — 485 с.

### Статьи
- Дробижева Л. М., Кузнецов И. М. Социальные параметры межэтнической стабильности и напряжённости // Мир России. — 2000. — Т. 9, № 4. — С. 149—169.
- Арутюнян Ю. В., Дробижева Л. М. Этносоциология: пройденное и новые горизонты // Социологические исследования. — 2000. — № 4. — С. 11—21. (копия)
- Дробижева Л. М. Этничность в современном обществе. Этнополитика и социальные практики в Российской Федерации // Мир России. — 2001. — Т. 10, № 2. — С. 167—180.
- Дробижева Л. М. Российская и этническая идентичность: противостояние или совместимость // Россия реформирующаяся / Под ред. Л. М. Дробижевой. — М.: Academia, 2002. — С. 213—244.
- Дробижева Л. М. Завоевания демократии и этнонациональные проблемы России (что может, и чего не может дать демократизация) // Общественные науки и современность. — 2005. — № 2. — С. 16—28.
- Дробижева Л. М. Изменения социального ресурса российского федерализма в середине первого десятилетия XXI века // Россия реформирующаяся: Ежегодник — 2005 / Отв.ред. Л. М. Дробижева. — М.: Институт социологии РАН, 2006. — С. 248—259.
- Дробижева Л. М. Процессы гражданской интеграции в полиэтническом российском обществе (Тенденции и проблемы) // Общественные науки и современность. — 2008. — № 2. — С. 68—77.
- Арутюнян Ю. В., Дробижева Л. М. Этносоциология перед вызовами времени // Социологические исследования. — 2008. — № 7.
- Алексеевский М. Д., Арутюнов С. А., Байфорд Э., Бойцова О. Ю., Демина Н. В., Добровольская В. Е., Докторов Б. З., Дробижева Л. М., Золотова Т. А., Клейн Л. С., Конрад К., Ловелл С., Макоули М., Паперно Д. А., Перехвальская Е. В., Разумова И. А., Сумбатова Н. Р., Фирсов Б. М., Фитцпатрик Ш., Фрумкина Р. М. Форум: Поколения в науке // Антропологический форум. — 2009. — № 11. — С. 17—132.
- Дробижева Л. М. Идентичность и этнические установки русских в своей и иноэтнической среде // Социологические исследования. — 2010. — № 12. — С. 49—58.
- Дробижева Л. М. Этничность в современном обществе: новые подходы, старые мифы, социальные практики // Вестник Института социологии РАН. — 2010. — № 1. — С. 429—442.
- Дробижева Л. М. «Наука — это жизнь и призвание» // Социологический журнал. — 2013. — № 1. — С. 135—143. — doi:10.19181/socjour.2013.1.370.
- Дробижева Л. М. Российская идентичность: факторы интеграции и проблемы развития // Социологическая наука и социальная практика. — 2013. — № 1. — С. 74—84. Архивировано 22 сентября 2016 года.

### Рецензии
- Дробижева Л. М. Рецензия на книгу: Социология в СССР: В 2-х томах. М.: Мысль, 1966 // Вопросы истории. — 1966. — № 12. — С. 155—160.
- Дробижева Л. М. Рецензия на книгу: Кудрявцев В. Н. Преступность и нравы переходного общества. М.: Гардарики, 2002. 238 с. // Социологические исследования. — 2002. — № 12. — С. 134—137.

## Награды
- Заслуженный деятель науки Российской Федерации (1999),
- Премия Президента Российской Федерации за вклад в укрепление единства российской нации (2019),
- Лауреат Национальной премии общественного признания достижений женщин «Олимпия» Российской Академии бизнеса и предпринимательства[6] (2001).